# Медведовскаја
Медведовскаја (рус. Медвёдовская) насељено је место руралног типа (станица) на југозападу европског дела Руске Федерације. Налази се у централном делу Краснодарске покрајине и административно припада њеном Тимашјовском рејону.
Према подацима националне статистичке службе РФ за 2010, у селу је живело 16.793 становника.

## Географија
Станица Медведовскаја се налази у централном делу Краснодарске покрајине на неких 45 километара северно од покрајинског административног центра Краснодара, односно око 20 км јужно од рејонског центра Тимашјовска. Село се налази у пространој Кубањско-приазовској степи на надморској висини од око 16 метара и лежи на обе обале реке Кирпили.

## Историја
Заселак Ведмидовское основали су Црноморски Козаци 1794. и првобитно се налазио на Таманском полуострву, али је због учесталих черкеских напада на село оно 1809. пренесено на данашњи локалитет.
Прва сеоска црква, посвећена Успењу Пресвете Богородице саграђена је 1811. године. Станица је у периоду 1924−1927. била административно седиште истоименог, Медведовског рејона.
Као последица „Велике глади” која је опустошила Совјетски Савез у периоду 1932−1933. у станици Медведовској је смртно страдало неколико стотина житеља. Већ у јануару 1933. сви преживели становници су пресељени у северне рејоне Русије (укупно 4.018 особа), а уместо њих су досељени житељи из других крајева.

## Демографија
Према подацима са пописа становништва 2010. у селу је живело 16.793 становника.
| 1959.  | 1979.  | 2002.  | 2010.  |
| ------ | ------ | ------ | ------ |
| 11.587 | 13.464 | 16.725 | 16.793 |